# Arnulfo Gasca Trujillo
Arnulfo Gasca Trujillo (Puerto Milán, Caquetá, Colombia, 2 de octubre de 1953) es un empresario del sector rural, político y exgobernador del departamento del Caquetá en el periodo 2020-2023.

## Biografía
De origen campesino, hijo de Ignacio Gasca y Oliva Trujillo. De una familia de doce hermanos, creció y realizó sus estudios primarios y secundarios en Milán. Desde su infancia se inició en las labores del campo especialmente en la cría venta de caballos de paso fino, ganado vacuno, producción de leche y comercialización de productos agrícolas.

## Carrera política
Ha sido durante tres ocasiones candidato a la gobernación del Caquetá (2011-2015, 2016-2019, 2020-2023), obteniendo votación histórica en la última contienda electoral y dos intentos más como candidato a la Cámara de Representantes en el congreso de la república sin ser elegido.
Fue elegido como gobernador con 66.050 votos. La campaña realizada se caracterizó por una propuesta de “Plan de gobierno Pacto Social por desarrollo del Caquetá” bajo el eslogan “Todos somos Caquetá”. Durante la campaña viajó a todos los municipios y llegó  a los rincones más apartados del territorio caqueteño ganando popularidad en los sectores más populares.
Se posesionó el 28 de diciembre de 2019 en la Plaza San Francisco de Asís, frente a la Catedral Nuestra Señora de Lourdes de Florencia. En su discurso planteó el fortalecimiento e implementación de la paz, la inversión social y la inclusión como eje central de su administración. 
El 30 de enero de 2022, mientras se desempeñaba como gobernador del Caquetá, sufrió un atentado por parte de las disidencias de las FARC a la caravana donde se desplazaba de Solano a Florencia. En el hecho murieron los policías Juan David Vela y Ana Beatriz López, y resultaron heridos al menos cuatro personas más.  Gasca Trujillo, regresaba con el gabinete departamental luego de la inauguración de obras públicas en Solano, municipio a 109 kilómetros al sur de la capital caqueteña.